# Buena Vista Social Club

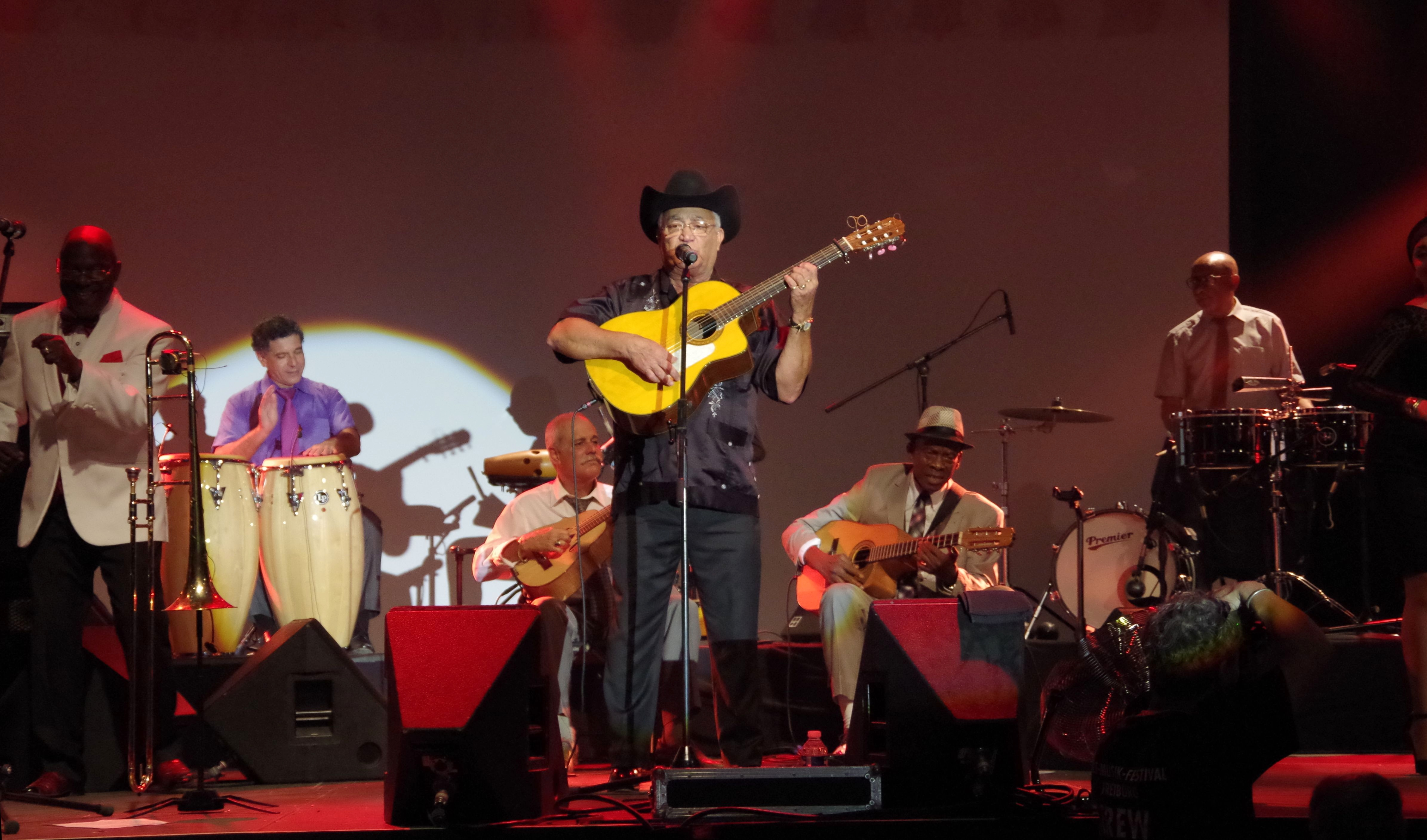
Orquesta Buena Vista Social Club auf dem ZMF 2015 in Freiburg

Buena Vista Social Club (kubanisch: [bwˌenaβistaˈsosjalklub], US-amerikanisch: [ˌbwɛnəvɪstəˈsəʊʃl̩klʌb]) ist der zur Marke gewordene Titel eines Musikalbums, das 1996 vom US-amerikanischen Gitarristen Ry Cooder bei einem Projekt mit von Juan de Marcos González zusammengestellten Altmeistern kubanischer Musik der 1940er und 1950er Jahre aufgenommen wurde. Mit über acht Millionen Verkäufen ist es das erfolgreichste Album des Genres Weltmusik.
Nach dem großen internationalen Erfolg der CD, der durch den 1999 erschienenen gleichnamigen Dokumentarfilm von Wim Wenders noch erheblich verstärkt wurde, veröffentlichte das Label World Circuit nach dem ursprünglichen Album unter Nutzung des bekannt gewordenen Namens eine Reihe von Tonträgern, an dem ein wachsender Kreis kubanischer Musiker beteiligt war, von denen einige unter Fortführung der Bezeichnung Buena Vista Social Club in unterschiedlicher Besetzung auf internationalen Tourneen auftreten (Stand 2014). 
Der Name stammt von einem auf dem ersten Album enthaltenen Instrumentalstück, das einem in den Jahrzehnten vor der Kubanischen Revolution von 1959 bedeutenden afrokubanischen Kulturverein gewidmet war, dem sogenannten Club Social des Stadtviertels Buena Vista der Hauptstadt Havanna. 2017 wurde der Dokumentarfilm Buena Vista Social Club: Adios veröffentlicht.

## Musikprojekt von Ry Cooder und Juan de Marcos González
Ry Cooder reiste 1996 wegen eines Projekts mit afrikanischen Musikern, das dann nicht zustande kam, nach Kuba. Dort liefen bereits Aufnahmen mit Juan de Marcos González und den Afro-Cuban All Stars für das Plattenlabel der beiden, Nick Golds World Circuit. González, der bis dahin als Tresero und Leiter von Sierra Maestra traditionellen Son gespielt hatte, realisierte erstmals ein Projekt, das den orchestralen Son der 1950er Jahre wieder aufleben ließ. Cooder übernahm die All Stars und ließ sich von González (neben den für seine Projekte typischeren Spielern von Saiteninstrumenten, Eliades Ochoa und Barbarito Torres) repräsentative Sänger dieses Stils empfehlen; tatsächlich stellen sie einen Teil der bei den All Stars beteiligten Solisten dar. Sowohl A Toda Cuba Le Gusta der Afro-Cuban All Stars als auch Buena Vista Social Club sollten 1997 für den Grammy in der Kategorie Tropical Latin Performance nominiert werden. Das Ende der Produktionszeit wurde für Rubén González’ erstes Soloalbum Introducing Rubén González genutzt, so dass alle drei CDs gleichzeitig erscheinen konnten.

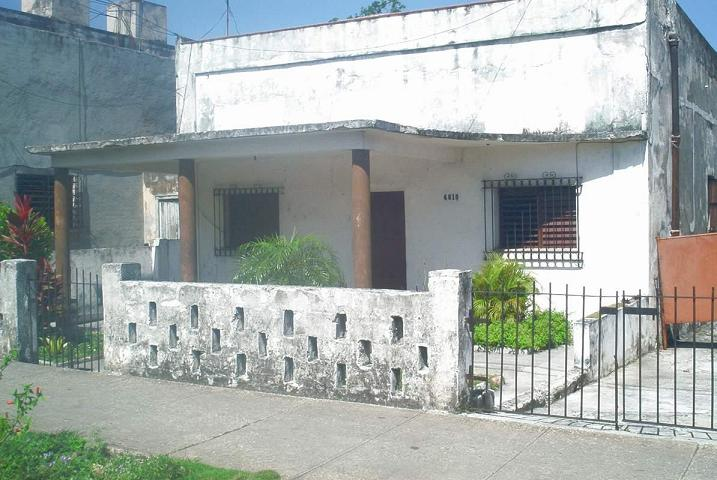
Verlassenes Gebäude in Almendares, Marianao, das in den 1940er Jahren den Buenavista Social Club beherbergte.

Das Titelstück der CD Buena Vista Social Club, eine Komposition von Orestes López, die den Produzenten von seinem als einzigem Musiker an allen Aufnahmen beteiligten Sohn Orlando „Cachaito“ López vorgeschlagen wurde, ist ein Danzón, der in einen Mambo mündet und ein längeres Pianosolo von Rubén González enthält. Es handelt sich um die Erkennungsmelodie des gleichnamigen afrokubanischen Kulturvereins, dem Club Social de Buena Vista, einem Stadtteil von Havanna im heutigen Municipio Playa, der in den 1940er und 1950er Jahren sehr populär war und in dem einige der Musiker bereits aufgetreten waren.
Das Projekt Buena Vista Social Club erwies sich als äußerst erfolgreich. Insbesondere in der westlichen Welt wurden von der CD deutlich mehr Exemplare verkauft als erwartet. Daher entstanden Pläne für Nachfolgeprojekte.

## Beteiligte Musiker
Die wichtigsten, auch im Film vorgestellten Solisten des Musikprojekts waren
1. Ibrahim Ferrer (1927–2005), Sänger
2. Compay Segundo (1907–2003), Sänger und Gitarrist
3. Omara Portuondo (* 1930), Sängerin
4. Rubén González (1919–2003), Pianist
5. Eliades Ochoa (* 1946), Sänger und Gitarrist
6. Ry Cooder (* 1947), Gitarrist

Im Film stellen sich darüber hinaus die folgenden kubanischen Musiker ausführlicher vor: 
- Orlando „Cachaíto“ López (1933–2009), Bass
- Amadito Valdés (* 1946), Schlagzeug
- Manuel „Guajiro“ Mirabal (1933–2024), Trompete
- Barbarito Torres (* 1956), Laúd

## Dokumentarfilm von Wim Wenders
Die Idee zu dem Film entwickelte sich aus dem ursprünglichen Erfolg der CD: 1998, nachdem er mit dem Album Buena Vista Social Club den wichtigsten Musikpreis Grammy gewonnen hatte, reiste Ry Cooder erneut nach Kuba. Er plante, ein Soloalbum mit dem Sänger Ibrahim Ferrer einzuspielen. Cooder brachte einen langjährigen Freund, den deutschen Filmregisseur Wim Wenders, sowie dessen Filmcrew mit. So entstand während der Aufnahmen zu dem Album und bei einigen Konzerten danach der überaus erfolgreiche Dokumentarfilm.

## Diskografie

### Studioalben
| Jahr | Titel                   | Höchstplatzierung, Gesamtwochen, AuszeichnungChartplatzierungen (Jahr, Titel, Platzierungen, Wochen, Auszeichnungen, Anmerkungen) | Höchstplatzierung, Gesamtwochen, AuszeichnungChartplatzierungen (Jahr, Titel, Platzierungen, Wochen, Auszeichnungen, Anmerkungen) | Höchstplatzierung, Gesamtwochen, AuszeichnungChartplatzierungen (Jahr, Titel, Platzierungen, Wochen, Auszeichnungen, Anmerkungen) | Höchstplatzierung, Gesamtwochen, AuszeichnungChartplatzierungen (Jahr, Titel, Platzierungen, Wochen, Auszeichnungen, Anmerkungen) | Höchstplatzierung, Gesamtwochen, AuszeichnungChartplatzierungen (Jahr, Titel, Platzierungen, Wochen, Auszeichnungen, Anmerkungen) | Anmerkungen                         |
| Jahr | Titel                   | DE | AT | CH | UK | US | Anmerkungen                         |
| ---- | ----------------------- | --- | --- | --- | --- | --- | ----------------------------------- |
| 1997 | Buena Vista Social Club | DE1 ×3Dreifachgold · (166 Wo.)DE                                                                                                  | AT36 ×2Doppelplatin · (15 Wo.)AT                                                                                                  | CH7 ×3Dreifachplatin · (113 Wo.)CH                                                                                                | UK42 Platin · (46 Wo.)UK | US80 Platin · (19 Wo.)US | Erstveröffentlichung: 16. Juni 1997 |

### Livealben
| Jahr | Titel                                    | Höchstplatzierung, Gesamtwochen, AuszeichnungChartplatzierungen (Jahr, Titel, Platzierungen, Wochen, Auszeichnungen, Anmerkungen) | Höchstplatzierung, Gesamtwochen, AuszeichnungChartplatzierungen (Jahr, Titel, Platzierungen, Wochen, Auszeichnungen, Anmerkungen) | Höchstplatzierung, Gesamtwochen, AuszeichnungChartplatzierungen (Jahr, Titel, Platzierungen, Wochen, Auszeichnungen, Anmerkungen) | Höchstplatzierung, Gesamtwochen, AuszeichnungChartplatzierungen (Jahr, Titel, Platzierungen, Wochen, Auszeichnungen, Anmerkungen) | Höchstplatzierung, Gesamtwochen, AuszeichnungChartplatzierungen (Jahr, Titel, Platzierungen, Wochen, Auszeichnungen, Anmerkungen) | Anmerkungen                            |
| Jahr | Titel                                    | DE | AT | CH | UK | US | Anmerkungen                            |
| ---- | ---------------------------------------- | --- | --- | --- | --- | --- | -------------------------------------- |
| 2008 | Buena Vista Social Club at Carnegie Hall | DE49 (3 Wo.)DE | AT49 (5 Wo.)AT | CH37 (3 Wo.)CH | UK55 (1 Wo.)UK | — | Erstveröffentlichung: 10. Oktober 2008 |

### Kompilationen
| Jahr | Titel        | Höchstplatzierung, Gesamtwochen, AuszeichnungChartplatzierungen (Jahr, Titel, Platzierungen, Wochen, Auszeichnungen, Anmerkungen) | Höchstplatzierung, Gesamtwochen, AuszeichnungChartplatzierungen (Jahr, Titel, Platzierungen, Wochen, Auszeichnungen, Anmerkungen) | Höchstplatzierung, Gesamtwochen, AuszeichnungChartplatzierungen (Jahr, Titel, Platzierungen, Wochen, Auszeichnungen, Anmerkungen) | Höchstplatzierung, Gesamtwochen, AuszeichnungChartplatzierungen (Jahr, Titel, Platzierungen, Wochen, Auszeichnungen, Anmerkungen) | Höchstplatzierung, Gesamtwochen, AuszeichnungChartplatzierungen (Jahr, Titel, Platzierungen, Wochen, Auszeichnungen, Anmerkungen) | Anmerkungen                         |
| Jahr | Titel        | DE | AT | CH | UK | US | Anmerkungen                         |
| ---- | ------------ | --- | --- | --- | --- | --- | ----------------------------------- |
| 2015 | Lost & Found | DE95 (1 Wo.)DE | — | CH48 (6 Wo.)CH | UK86 (1 Wo.)UK | — | Erstveröffentlichung: 20. März 2015 |

### Singles
| Jahr | Titel Album                       | Höchstplatzierung, Gesamtwochen, AuszeichnungChartplatzierungen (Jahr, Titel, Album, Platzierungen, Wochen, Auszeichnungen, Anmerkungen) | Höchstplatzierung, Gesamtwochen, AuszeichnungChartplatzierungen (Jahr, Titel, Album, Platzierungen, Wochen, Auszeichnungen, Anmerkungen) | Höchstplatzierung, Gesamtwochen, AuszeichnungChartplatzierungen (Jahr, Titel, Album, Platzierungen, Wochen, Auszeichnungen, Anmerkungen) | Höchstplatzierung, Gesamtwochen, AuszeichnungChartplatzierungen (Jahr, Titel, Album, Platzierungen, Wochen, Auszeichnungen, Anmerkungen) | Höchstplatzierung, Gesamtwochen, AuszeichnungChartplatzierungen (Jahr, Titel, Album, Platzierungen, Wochen, Auszeichnungen, Anmerkungen) | Anmerkungen                        |
| Jahr | Titel Album                       | DE | AT | CH | UK | US | Anmerkungen                        |
| ---- | --------------------------------- | --- | --- | --- | --- | --- | ---------------------------------- |
| 2008 | Chan Chan (Live) At Carnegie Hall | — | — | CH68 (1 Wo.)CH | — | — | Erstveröffentlichung: Oktober 2008 |

### Videoalben
| Jahr | Titel                   | Höchstplatzierung, Gesamtwochen, AuszeichnungChartplatzierungen (Jahr, Titel, Platzierungen, Wochen, Auszeichnungen, Anmerkungen) | Höchstplatzierung, Gesamtwochen, AuszeichnungChartplatzierungen (Jahr, Titel, Platzierungen, Wochen, Auszeichnungen, Anmerkungen) | Höchstplatzierung, Gesamtwochen, AuszeichnungChartplatzierungen (Jahr, Titel, Platzierungen, Wochen, Auszeichnungen, Anmerkungen) | Höchstplatzierung, Gesamtwochen, AuszeichnungChartplatzierungen (Jahr, Titel, Platzierungen, Wochen, Auszeichnungen, Anmerkungen) | Höchstplatzierung, Gesamtwochen, AuszeichnungChartplatzierungen (Jahr, Titel, Platzierungen, Wochen, Auszeichnungen, Anmerkungen) | Anmerkungen                         |
| Jahr | Titel                   | DE | AT | CH | UK | US | Anmerkungen                         |
| ---- | ----------------------- | --- | --- | --- | --- | --- | ----------------------------------- |
| 2012 | Buena Vista Social Club | — | — | — | UK18 ×3Dreifachplatin · (57 Wo.)UK                                                                                                | — | Erstveröffentlichung: 19. Juli 2012 |

## Nachfolgeprojekte
Die CD und der gleichnamige Film machten die Musiker einem weltweiten Publikum bekannt. Sie setzten ihre künstlerische Arbeit fort und absolvierten eine große Zahl internationaler Konzerte. Mehrere von ihnen gaben Soloalben heraus. In der Serie Buena Vista Social Club erschienen bei World Circuit (nach den drei ursprünglichen CDs) die Alben:
- Buena Vista Social Club presents Ibrahim Ferrer (CH: Platin; UK: Silber; US: Gold)
- Buena Vista Social Club presents Omara Portuondo (AT: Gold)
- Rubén González: Chanchullo
- Orlando „Cachaíto“ López: Cachaíto
- Ibrahim Ferrer: Buenos Hermanos
- Omara Portuondo: Flor de Amor
- Buena Vista Social Club presents Manuel „Guajiro“ Mirabal
- Angá Díaz: Echu Mingua
- Ibrahim Ferrer: Mi Sueño
- Buena Vista Social Club at Carnegie Hall (Konzertmitschnitt)
- Buena Vista Social Club: Lost and Found (zuvor unveröffentlichte Stücke der ursprünglichen Studioaufnahmen)
- Rhythms Del Mundo – Cuba (DE: Platin)

Auch nach dem Tod von drei der fünf am Ursprungsprojekt beteiligten kubanischen Solisten wurde die Marke Buena Vista Social Club weitergeführt. Einige der verbliebenen sowie nachgerückte kubanische Musiker treten regelmäßig bei nach wie vor gut besuchten Konzerten auf. Im November 2013 kündigte das von Jesús Ramos geleitete Orquesta Buena Vista Social Club an, sich nach einer für den Zeitraum vom Sommer 2014 bis zum Herbst 2015 geplanten internationalen Abschiedstournee aufzulösen. Im September 2012 wurde die Produktion der ersten CD seit einem Jahrzehnt angekündigt. An den Aufnahmen sollten auch die Stars Omara Portuondo und Eliades Ochoa beteiligt werden.
Der Erfolg des Buena Vista Social Club sorgte für zahlreiche Nachahmungen, die teilweise ebenfalls den (nicht geschützten) Stadtteilnamen „Buena Vista“ für ihre Projekte nutzten („The Bar at Buena Vista“, „Pasión de Buena Vista“, „Live from Buena Vista“ etc.). Als Begriff ist „Buena Vista“ außerhalb Kubas heute dank der durch Film und CDs erzielten Wirkung weitaus bekannter als der Begriff „Son“, der den innerhalb des Projekts Buena Vista Social Club hauptsächlich verwendeten traditionellen kubanischen Musikstil eigentlich bezeichnet.

## Auszeichnungen

### Musikpreise
- 1998 Grammy Award an Ry Cooder (Best Tropical Latin Performance)

### Auszeichnungen für Musikverkäufe
| Goldene Schallplatte - Belgien - 2004: für das Album Buena Vista Social Club presents Ibrahim Ferrer - Brasilien - 2002: für das Album Buena Vista Social Club - Europa (Impala) - 2009: für das Album Buena Vista Social Club at Carnegie Hall - 2009: für das Album Buenos Hermanos - 2009: für das Album Buena Vista Social Club presents Omara Portuondo - Griechenland - 2007: für das Album Rhythms Del Mundo – Cuba - Italien - 2024: für das Lied Chan Chan - Japan - 2000: für das Album Buena Vista Social Club - Norwegen - 2000: für das Album Buena Vista Social Club - Schweden - 1999: für das Album Buena Vista Social Club | Platin-Schallplatte - Australien - 2000: für das Album Buena Vista Social Club - Europa (Impala) - 2009: für das Album Buena Vista Social Club presents Ibrahim Ferrer - Kanada - 2001: für das Album Buena Vista Social Club presents Ibrahim Ferrer 2× Platin-Schallplatte - Europa (Impala) - 2009: für das Album Buena Vista Social Club 3× Platin-Schallplatte - Belgien - 2008: für das Album Buena Vista Social Club - Dänemark - 2016: für das Album Buena Vista Social Club - Europa (IFPI) - 2001: für das Album Buena Vista Social Club - Kanada - 2001: für das Album Buena Vista Social Club |

Anmerkung: Auszeichnungen in Ländern aus den Charttabellen bzw. Chartboxen sind in ebendiesen zu finden.
| Land/RegionAuszeichnungen für Musikverkäufe (Land/Region, Auszeichnungen, Verkäufe, Quellen) | Silber  | Gold       | Platin       | Verkäufe    | Quellen              |
| -------------------------------------------------------------------------------------------- | ------- | ---------- | ------------ | ----------- | -------------------- |
| Australien (ARIA)                                                                            | —       | —          | Platin1      | 70.000      | aria.com.au          |
| Belgien (BRMA)                                                                               | —       | Gold1      | 3× Platin3   | 175.000     | ultratop.be          |
| Brasilien (PMB)                                                                              | —       | Gold1      | —            | 100.000     | pro-musicabr.org.br  |
| Dänemark (IFPI)                                                                              | —       | —          | 3× Platin3   | 60.000      | ifpi.dk              |
| Deutschland (BVMI)                                                                           | —       | 2× Gold2   | Platin1      | 850.000     | musikindustrie.de    |
| Europa (IFPI)                                                                                | —       | —          | 3× Platin3   | (3.000.000) | ifpi.org             |
| Europa (Impala)                                                                              | —       | 3× Gold3   | 3× Platin3   | (1.800.000) | impalamusic.org      |
| Griechenland (IFPI)                                                                          | —       | Gold1      | —            | 7.500       | ifpi.gr              |
| Italien (FIMI)                                                                               | —       | Gold1      | —            | 50.000      | fimi.it              |
| Japan (RIAJ)                                                                                 | —       | Gold1      | —            | 100.000     | riaj.or.jp           |
| Kanada (MC)                                                                                  | —       | —          | 4× Platin4   | 400.000     | musiccanada.com      |
| Norwegen (IFPI)                                                                              | —       | Gold1      | —            | 25.000      | ifpi.no              |
| Österreich (IFPI)                                                                            | —       | Gold1      | 2× Platin2   | 90.000      | ifpi.at AT2          |
| Schweden (IFPI)                                                                              | —       | Gold1      | —            | 40.000      | sverigetopplistan.se |
| Schweiz (IFPI)                                                                               | —       | —          | 4× Platin4   | 160.000     | hitparade.ch         |
| Vereinigte Staaten (RIAA)                                                                    | —       | Gold1      | Platin1      | 1.500.000   | riaa.com             |
| Vereinigtes Königreich (BPI)                                                                 | Silber1 | —          | 4× Platin4   | 510.000     | bpi.co.uk            |
| Insgesamt                                                                                    | Silber1 | 14× Gold14 | 29× Platin29 |             |                      |